# 路易吉·贝贾托
路易吉·贝贾托（義大利語：Luigi Beggiato，1998年4月7日—），意大利男子游泳运动员。他曾代表意大利参加2020年夏季残疾人奥林匹克运动会游泳比赛，获得二枚银牌和一枚铜牌。